# دولت استرالیا

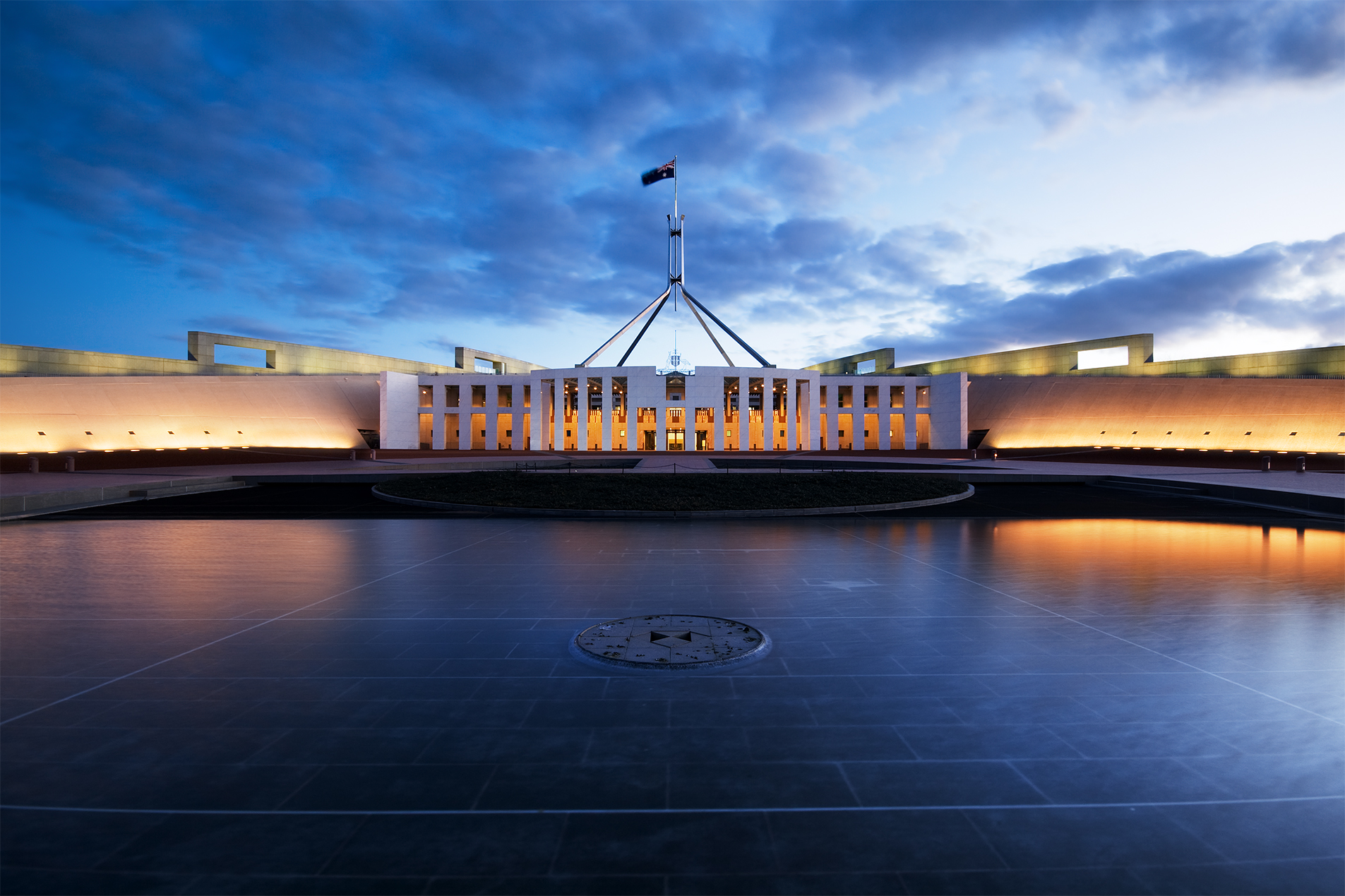
نمایی از ساختمان مجلس (پارلمان) در کانبرا، استرالیا‌ - ۲۰۰۹

دولت استرالیا (به انگلیسی: Government of Australia) همچنین با نام‌های «دولت مشترک‌المنافع استرالیا»، «دولت مشترک‌المنافع» یا «دولت فدرال»، قوهٔ مجریهٔ دموکراتیک فدرال استرالیا است.
دولت مشترک‌المنافع استرالیا، حکومت پادشاهی مشروطه فدرال که به صورت مردم‌سالاری نیابتی اداره می‌شود، در سال ۱۹۰۱ میلادی پس از موافقتنامه بین شش کولونی خود گردان بریتانیایی که شش ایالت کنونی هستند تشکیل شد. مواد و بندهای این موافقتنامه در کنوانسیون مشروطه شکل گرفت و قانون اساسی استرالیا را پایه‌گذاری کرد که با انجام رفراندوم توسط مردم به رسمیت شناخته شد.